# Irwiniella
Irwiniella är ett släkte av tvåvingar. Irwiniella ingår i familjen stilettflugor.

## Dottertaxa tillIrwiniella, i alfabetisk ordning[1]
- Irwiniella albohirta
- Irwiniella arabica
- Irwiniella atripes
- Irwiniella bakeri
- Irwiniella bezzii
- Irwiniella bigoti
- Irwiniella ceylonica
- Irwiniella chapini
- Irwiniella chekiangensis
- Irwiniella congrua
- Irwiniella cylindrica
- Irwiniella flavicornis
- Irwiniella frontata
- Irwiniella indica
- Irwiniella javana
- Irwiniella kroeberi
- Irwiniella lateralis
- Irwiniella lindbergi
- Irwiniella maritima
- Irwiniella nana
- Irwiniella natalensis
- Irwiniella nobilipennis
- Irwiniella nuba
- Irwiniella obscura
- Irwiniella oldroydi
- Irwiniella palaestinensis
- Irwiniella pallida
- Irwiniella pallipes
- Irwiniella purpurariae
- Irwiniella semiargentea
- Irwiniella sequa
- Irwiniella sequens
- Irwiniella shuotensis
- Irwiniella tomentosa
- Irwiniella velutina
- Irwiniella zaitzevi